# Kaspar Toggenburger
Kaspar Toggenburger (* 8. Mai 1960 in St. Gallen) ist ein Schweizer Künstler.

## Leben
Kaspar Toggenburger besuchte zwischen 1978 und 1982 die Grafikerfachklasse an der Kunstgewerbeschule St. Gallen. Von 1982 bis 1984 absolvierte er eine Weiterbildung bei Alfred Kobel, Max Oertli und Clément Moreau. 1984 begann er ein Studium an der École nationale supérieure des beaux-arts de Paris, das er 1989 abschloss. 1991 liess er sich in Winterthur nieder und gründete dort ein Atelier. 1992 und 1993 absolvierte er drei Gastsemester an der Düsseldorfer Kunstakademie bei A. R. Penck. Seit 1995 ist Mitglied der Künstlergruppe Winterthur, seit 1996 Mitglied der Xylon Schweiz. Toggenburger lebt in Winterthur und Wil SG.

## Publikationen (Auswahl)
- Max wird Beckmann. Es begann in Braunschweig. Hrsg. v. Thomas Döring, Thomas Richter & Andreas Uhr, Herzog Anton Ulrich-Museum Braunschweig, München: Hirmer, 2022.
- BIG! Grossformate aus dem Sprengel Museum Hannover. Mit Texten von Benedikt Fahrnschon, Gabriele Sand, Reinhard Spieler, Julius Osman. Sprengel Museum, Hannover 2021
- Kaspar Toggenburger. Malerei. Wiederholen, Durcharbeiten. Hrsg. v. Mario Lüscher und Lena Huber, mit einem Beitrag v. Alexander B. Eiling. Edition Tincatinca, Winterthur 2020.
- Kunst setzt Zeichen. Neuerwerbungen aus dem alten Europa. Hrsg. v. Jochen Luckhardt et al., Herzog Anton Ulrich-Museum Braunschweig, Sandstein, Dresden 2018.
- Schwarzgeld. Hrsg. v. der Sektion Schweiz der Xylon, Zürich: Xylon, 2018.
- Kaspar Toggenburger: Adam und Eva. Edition Schwarzhandpresse, Flaach 2013.
- Kaspar Toggenburger. Memento. Hrsg. v. Reinhard Spieler und Alexander B. Eiling. Silvana Editoriale, Mailand 2009.
- Kaspar Toggenburger. Lightlines. Hrsg. v. Stefan Wimmer. Scheidegger und Spiess, Zürich 2004.
- Kaspar Toggenburger. Mit einem Text von Joachim Jäger. The Huberte Goote Gallery, Zug 2000.
- Kaspar Toggenburger. Bilderfolgen. Texte von Werner Morlang und Reinhard Spieler. Benteli, Bern 1996.
- Salome und Turmbauten. Kaltnadelradierungen von Kaspar Toggenburger. Texte von Werner Morlang und Reinhard Spieler. Edition Tanner, Bern 1993.
- Schwarz-Weiss Lithographien von Kaspar Toggenburger. Mit einem Text von Jürgen Schweinebraden. Galerie Commercio, Zürich 1992.

## Ausstellungen (Auswahl)
- 2022: Max wird Beckmann. Es begann in Braunschweig. Herzog Anton Ulrich-Museum. (Katalog)
- 2021: BIG! Grossformate aus dem Sprengel Museum Hannover. Sprengel Museum Hannover. (Katalog)
- 2020: Kaspar Toggenburger. Malerei. Wiederholen, Durcharbeiten. Galerie im Rathausdurchgang, Winterthur. (Katalog)
- 2018: Kunst setzt Zeichen. Neuerwerbungen aus dem alten Europa. Herzog Anton Ulrich-Museum. (Katalog)
- 2012: Kaspar Toggenburger. Sequenzen. Kunstverein Augsburg.
- 2011: Rolf Schroeter & Kaspar Toggenburger. Barbarian Art Gallery, Zürich.
- 2009: Kaspar Toggenburger. Memento. Rudolf-Scharpf-Galerie, Wilhelm-Hack-Museum Ludwigshafen. (Katalog)
- 2007: Unter Sternen. Museum Franz Gertsch, Burgdorf. (Katalog)
- 2006: Schweizer Druckgraphik der Gegenwart. Museum Kunstpalast Düsseldorf.
- 2005: Schweizer Druckgraphik. Helmhaus Zürich.
- 2004: Neue Ansichten vom Ich. Herzog Anton Ulrich-Museum, Braunschweig. (Katalog)
- 2000: Kaspar Toggenburger. Kunsthalle Wil. (Katalog)